# Ferreyrella
Ferreyrella là một chi thực vật có hoa trong họ Cúc (Asteraceae).

## Loài
Chi Ferreyrella gồm các loài: